# Глейки
Глейки (крим. Ğleykı) — місцевість Керчі, Україна, розташована на сході міста, колишнє село. Знаходиться на березі Керченської протоки біля мису Фонар та Єнікальського маяка.

## Опис
За розповідями місцевих жителів назва Глейки походить від глинистого (глей, глейок) берега.
Населення місцевості проживає у приватних будинках. Наприкінці 1990-х років круті схили пагорбів, що височіли над Глейками, створили загрозу зсуву ґрунту, і з метою безпеки кілька будинків на східній околиці були розселені.
До 2011 року тут працювала загальноосвітня школа №21 імені генерала І.Є. Петрова. Через фінансові труднощі та недостатню кількість учнів роботу школи було припинено, учнів переведено до сусідніх школ.
На початку 2000-х років у Глейках відкрито православну церкву Казанської ікони Божої Матері. Будівля церкви перероблена з колишнього продуктового магазину.
Район пов'язаний з центром міста рейсами маршрутного таксі (маршрут № 18 від автовокзалу Керчі)

## Історія
В районі мису Фонар археологи виявили сліди поселень, що належать до Бронзової доби.
Село Глейки зустрічається в документах з 1896 року, а подмаяк на Глейках згадується в «Пам'ятній книжці Керч-Єнікальського градоначальства на 1913 рік».